# Cantó de Truchtersheim
El cantó de Truchtersheim (alsacià Kanton Trüdersche) és una antiga divisió administrativa francesa que estava situada al departament del Baix Rin i a la regió del Gran Est.
Va desaparèixer al 2015 i el seu territori es va dividir entre el cantó de Bouxwiller i el cantó de Lingolsheim.

## Composició
El cantó de Truchtersheim aplegava 24 comunes :
| Nom alsacià       | Nom francès             | Nom alemany            |
| Barstett          | Berstett                | Berstett               |
| Díngse            | Dingsheim               | Dingsheim              |
| Doosne            | Dossenheim-Kochersberg  | Dossenheim-Kochersberg |
| Dírnínge          | Durningen               | Dürningen              |
| Fassne            | Fessenheim-le-Bas       | Fessenheim             |
| Filgriese         | Pfulgriesheim           | Pfülgriesheim          |
| Fírne             | Furdenheim              | Fürdenheim             |
| Gööne             | Gougenheim              | Gugenheim              |
| Griese            | Griesheim-sur-Souffel   | Griesheim              |
| Hänsche / Hansche | Handschuheim            | Handschuheim           |
| Hírtje            | Hurtigheim              | Hürtigheim             |
| Kiene             | Kienheim                | Kienheim               |
| Kíttelse          | Kuttolsheim             | Küttolsheim            |
| Neierte-Íttle     | Neugartheim-Ittlenheim  | Neugartheim-Ittlenheim |
| Oschthoffe        | Osthoffen               | Osthoffen              |
| Pfetze            | Pfettisheim             | Pfettisheim            |
| Ruur              | Rohr                    | Rohr                   |
| Schnarsche        | Schnersheim             | Schnersheim            |
| Stítze-Offne      | Stutzheim-Offenheim     | Stutzheim-Offenheim    |
| Trüdersche        | Truchtersheim           | Truchtersheim          |
| Wílde             | Willgottheim            | Willgottheim           |
| Wiwersche         | Wiwersheim              | Wiwersheim             |
| Wínzne            | Wintzenheim-Kochersberg | Winzenheim-Kochersberg |
| Zwàtzne           | Quatzenheim             | Quatzenheim            |

## Història
| Data d'elecció | Identitat         | Partit | Qualitat |
| -------------- | ----------------- | ------ | -------- |
| 2004-          | Jean-Daniel Zeter | UDF    |          |